# Amis (Keramik)

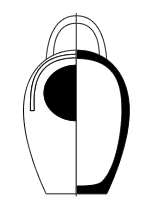
Umzeichnung eines Amis

Als Amis (altgriechisch Ἀμίς) wird in der klassischen Archäologie eine Form antiker griechischer Keramik bezeichnet.
Beim Amis handelt es sich um ein Urinal. Die um 20 Zentimeter hohen eierförmigen Gefäße hatten am oberen Ende einen Henkel zum Tragen und einen an ein Gesims erinnernden Schutz über einem großen Loch, in das Männer ihr Wasser abschlagen konnten. In Sybaris entwickelte sich laut antiken Quellen der Brauch, den Amis beim Gelage zu benutzen. In Athen soll es Alkibiades eingeführt haben. In Schlafzimmern soll es an einem Nagel an der Wand aufgehängt gewesen sein. Bei verschiedenen Autoren werden verschiedene Materialien genannt. Ältere Namen des Amis waren altgriechisch οὐράνη und ἐνουρήθρα, die Form für Frauen hieß σκάφιον (Skafion, lateinisch scaphium). Abbildungen der Gefäße finden sich mehrfach auf griechischen Vasenbildern.